# Eclipse Aerospace
Die Eclipse Aerospace Incorporated (EAI) ist ein US-amerikanischer Flugzeughersteller mit Sitz in Albuquerque.

## Geschichte
2008 beantragte der Flugzeughersteller Eclipse Aviation Gläubigerschutz nach Chapter 11. Der frühere Vertriebspartner ETIRC wollte mittels der eigens gegründeten Gesellschaft EclipseJet Eclipse Aviation übernehmen und die Produktion und Wartung der Eclipse 500 fortsetzen. Dieses Vorhaben endete Ende 2009 ebenfalls in einem Konkurs. Beim darauffolgenden Konkursverfahren übernahmen Mason Holland und Mike Press aus Charleston (South Carolina) die Anteile für 40 Mio. USD. Der Zuschlag wurde am 20. August 2009 erteilt. Die daraufhin gegründete Eclipse Aerospace übernahm die Produktionsstätten und den Vertrieb. 2011 gab die United Technologies Corporation bekannt, Anteile am Unternehmen erworben zu haben und die Produktion wieder aufnehmen zu wollen.
Eclipse fusionierte 2015 mit Kestrel Aircraft zu One Aviation.

## Produkte

### Eclipse 550

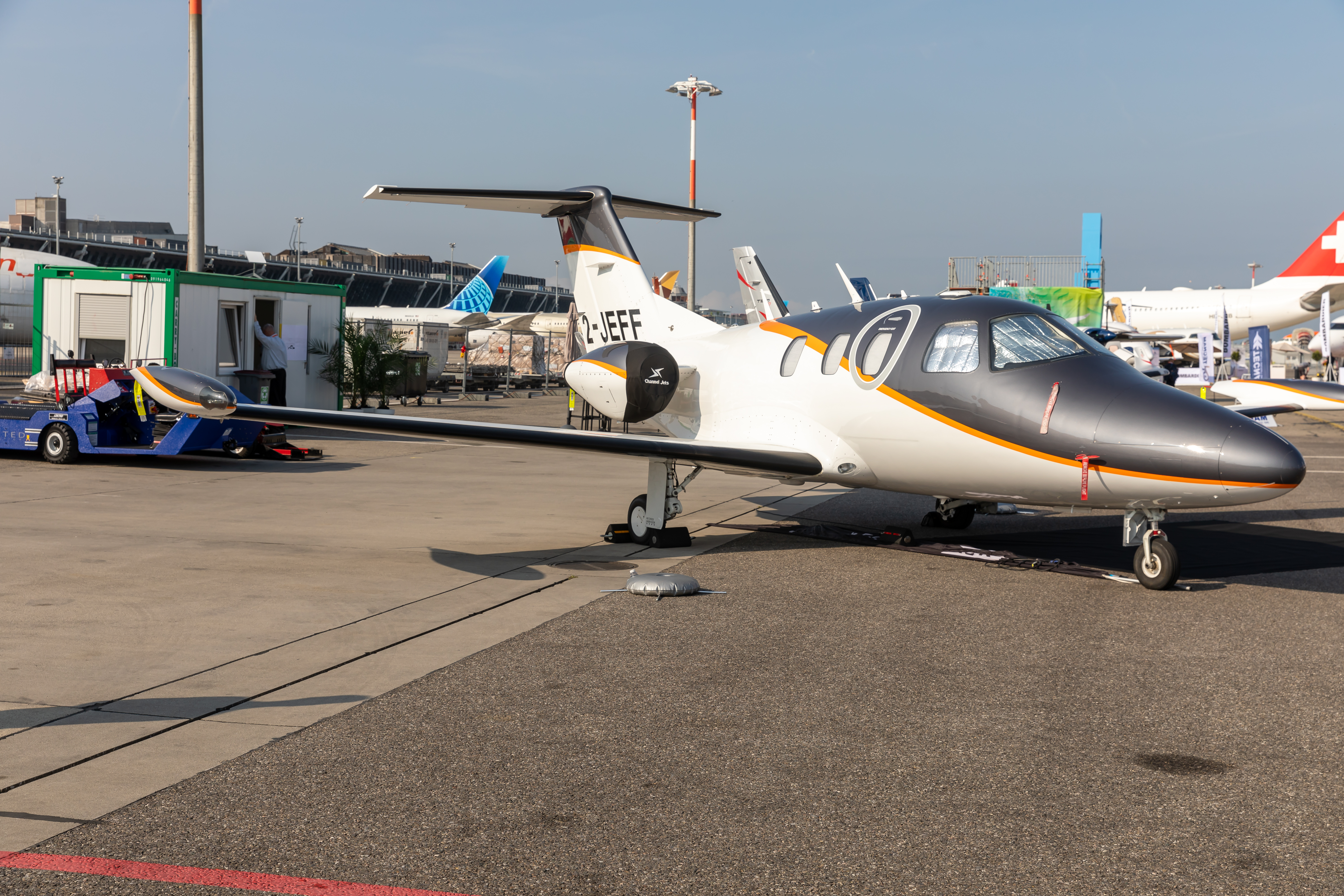
Eclipse 550

Eclipse Aerospace lieferte ab 2013 die zweistrahlige Eclipse 550 aus. Die 550 basiert auf der Eclipse 500 mit abgeändertem Cockpit und Avionik. Mit der Fertigung der Seriennummer 1001 wurde am 1. Juni 2012 in Albuquerque begonnen. Der Kaufpreis wurde mit rund USD 2,7 Mio. festgelegt. Die ersten Modelle werden noch in Albuquerque gefertigt, die darauffolgenden bei PZL Świdnik in Polen.

### Wartungsbetrieb
Für die 270 noch in Betrieb befindlichen Eclipse 500 hat Eclipse Aerospace die Wartung und die Ersatzteilversorgung übernommen.